# Țigănești
Țigănești es una comuna ubicada en el distrito de Teleorman, Rumania.

## Superficie
Posee una superficie de 57,90 kilómetros cuadrados.

## Demografía
Hasta 2021 la población era de 4012 habitantes, con una densidad de población de 69,29 habitantes por kilómetro cuadrado.